# Kalahliya
Kalahliya  (ucraniano: Калаглія) es una localidad del Raión de Ovidiopol en el Óblast de Odesa de Ucrania.